# NGC 38
NGC 38 (również PGC 818) – galaktyka spiralna (Sa), znajdująca się w gwiazdozbiorze Ryb. Odkrył ją Édouard Jean-Marie Stephan 25 października 1881 roku.